# Andrejs Elksniņš
Andrejs Elksniņš (Daugavpils, 12 de desembre de 1982) és un polític letó. És membre del Partit Socialdemòcrata «Harmonia» i diputat de la XII Legislatura del Saeima des del 4 de novembre de 2014.